# Wanda Dubieńska
Wanda Dubieńska, z domu Nowak (ur. 12 czerwca 1895 w Krakowie, zm. 28 listopada 1968 w Rząsce) – polska sportsmenka, pierwsza polska olimpijka, mistrzyni Polski w szermierce, tenisie i biegach narciarskich.

## Życiorys
Była córką Juliana Ignacego Nowaka (mikrobiologa, profesora Uniwersytetu Jagiellońskiego, późniejszego premiera RP) i Zofii z Wężowiczów, ukończyła studia w zakresie muzykologii i weterynarii. Portretowana przez Stanisława Wyspiańskiego i Jacka Malczewskiego, grała na fortepianie na cztery ręce z Ignacym Paderewskim. Zaliczała się do czołowych, a zarazem wszechstronnych sportsmenek polskich w okresie międzywojennym. W latach 1912–1933 występowała w barwach AZS Kraków.

### Szermierka i olimpiada

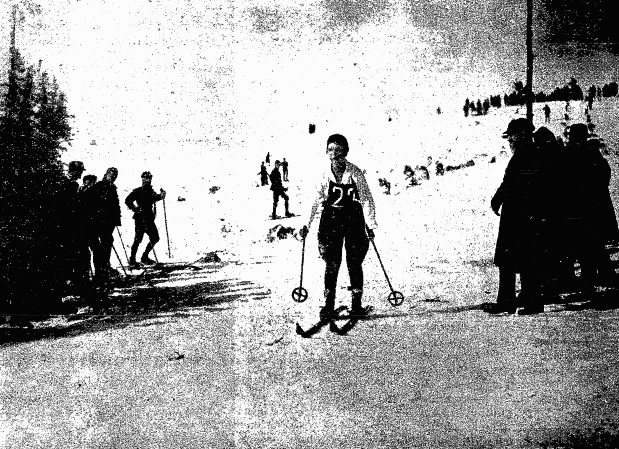
Wanda Dubieńska podczas zawodów w Zakopanem w 1922 roku

Była pierwszą polską olimpijką zgłoszoną przez Polski Komitet Olimpijski do startu w szermierczym turnieju kobiet na igrzyskach w Antwerpii (1920), ale z powodu trwającej wojny polsko-bolszewickiej nie wzięła w nich udziału. Wystąpiła dopiero w następnych igrzyskach w Paryżu (1924) we florecie, kończąc start na grupie eliminacyjnej. W tej samej konkurencji zdobyła tytuł wicemistrzyni Polski w 1928 i mistrzyni w 1929, następnie zaniechała występów w tej dyscyplinie sportu. W latach 1928–1929 opublikowała kilka artykułów o szermierce i  tenisie w czasopiśmie „Start”.

### Tenis ziemny
W mistrzostwach Polski w grze pojedynczej triumfowała w 1928 w Katowicach, pokonując w finale młodą Jadwigę Jędrzejowską. W finałach singla przegrywała w 1921, 1922, 1926, 1927, 1930, 1932 i 1933, w trzech ostatnich przypadkach z Jędrzejowską. Jak wynika ze wspomnień Jędrzejowskiej Urodziłam się na korcie, stosunki między tymi zawodniczkami nie układały się najlepiej, Dubieńska pozostawała niedostępna dla młodszej rywalki, odmawiała wspólnych treningów i przeciwstawiała się przyjęciu Jędrzejowskiej do klubu. W pozostałych konkurencjach tenisowych Dubieńska zdobyła tytuły mistrzyni Polski w deblu w 1933 i w mikście w 1927, a w finałach przegrywała w 1926, 1928 (w deblu) i w 1932 (w mikście).

### Narciarstwo
W latach 20. należała też do czołówki polskich biegaczek narciarskich. W 1924 została mistrzynią Polski w biegu narciarskim na 8 km. W 1929 roku na międzynarodowych zawodach FIS zajęła 7. miejsce na 23 startujące zawodniczki.

### II wojna światowa
W czasie okupacji hitlerowskiej mieszkała w Krakowie. Do września 1940 pracowała przy produkcji surowic i szczepionek „Sero”. W latach 1940–1942 pracowała jako laborantka w szpitalu św. Łazarza. Od 1942 do 1944 była stenotypistką i maszynistką fabryce armatur w Łagiewnikach. Podpisała volkslistę, za co po wojnie, wyrokiem Sądu Okręgowego, została osadzona w obozie pracy. Na mocy art. 1 ust.2 z dn. 20 lipca 1950 (Dz.U. R.P Nr 29/50 r. poz.270) kara została jej darowana.

### Dalsze losy
Po zwolnieniu z obozu pracy najpierw mieszkała i pracowała w Gorzowie Wielkopolskim jako lekarz weterynarii. Od listopada 1948 do grudnia 1951 była zatrudniona jako pielęgniarka w sanatoriach w Jaworzu, Połczynie-Zdroju, Iwoniczu i Rymanowie-Zdroju. W lutym 1952 osiadła na stałe ponownie w Gorzowie Wielkopolskim. W 1964 uzyskała stopień doktora nauk weterynaryjnych. Do 1967 pracowała w Wojewódzkim Zakładzie Higieny Weterynaryjnej. Zmarła w 1968. Została pochowana na cmentarzu Rakowickim w Krakowie. Jej małżeństwo z Józefem Dubieńskim, zawarte przed 1924, rozpadło się; po wojnie mąż osiadł w Izraelu.

## Ordery i odznaczenia
- Srebrny Krzyż Zasługi (19 marca 1931)[5]